# Duncan Edwards
 Der er for få eller ingen kildehenvisninger i denne artikel, hvilket er et problem. Du kan hjælpe ved at angive troværdige kilder til de påstande, som fremføres i artiklen.

Duncan Edwards (1. oktober 1936 i Dudley, Storbritannien – 21. februar 1958 i München, Tyskland) var en engelsk fodboldspiller som spillede for Manchester United og det engelske fodboldlandshold. Han var en af the Busby Babes, det unge Manchester United hold dannet af manager Matt Busby i midten af 1950erne og en af de otte fodboldspillere der døde i Munchen-ulykken i 1958.
Edwards begyndte at spille for Manchester United som teenager, og blev den yngste spiller i Første Division siden anden verdenskrig. I sin professionelle karriere hjalp han, på mindre end 5 år, Manchester United med at vinde 2 Engelske mesterskaber og nå til semifinalen i Europa Cuppen.